# Jeszcze raz Pearl Harbor
Jeszcze raz Pearl Harbor (tytuł oryg. The Final Countdown) − amerykański film fantastycznonaukowy z 1980 roku w reżyserii Dona Taylora, w Polsce znany także pod tytułem Końcowe odliczanie. Akcja filmu dzieje się w 1980 roku i przedstawia fikcyjną historię lotniskowca USS „Nimitz”, który podczas manewrów wpada w obszar zakłóceń atmosferycznych i przenosi się w czasie do 6 grudnia 1941 roku, tuż przed atakiem na Pearl Harbor. Film został negatywnie oceniony przez krytyków. Jest inspiracją książki www.1939.com.pl autorstwa Marcina Ciszewskiego i trzech jego następnych powieści.

## Streszczenie
Jest rok 1980. Nowoczesny atomowy lotniskowiec USS „Nimitz”, dowodzony przez kapitana Matthew Yellanda, opuszcza bazę marynarki w Pearl Harbor celem odbycia misji ćwiczebnej. Tuż przed wypłynięciem, zaokrętowany zostaje Warren Lasky – cywilny obserwator, działający na zlecenie tajemniczego Tidemana (obserwującego wydarzenia z wnętrza limuzyny). W głębi Pacyfiku okręt natyka się na dziwną burzę, która wkrótce potem znika. Po przejściu przezeń lotniskowca, urywa się kontakt ze sztabem Floty Pacyfiku, zaś z radarów „Nimitza” znikają towarzyszące mu wcześniej okręty. Kapitan Yelland, niepewny tego, co się wydarzyło, ogłasza alarm bojowy i wysyła do Pearl Harbor samolot zwiadowczy, który na miejscu odkrywa stojącą w porcie flotę starych pancerników z okresu drugiej wojny światowej. Załoga wkrótce orientuje się, że Nimitz został przeniesiony w czasie do dnia 6 grudnia 1941 roku, w przeddzień ataku na Pearl Harbor.
Dwa wysłane na zwiad myśliwce F-14 Tomcat odkrywają nieopodal lotniskowca stary amerykański jacht motorowy, który wkrótce zostaje zaatakowany przez dwa japońskie Zera i zniszczony. Kiedy japońscy piloci usiłują dobić ocalałych z katastrofy, kapitan Yelland wydaje rozkaz ich odciągnięcia, zabraniając jednak strzelać pilotom F-14. Mimo technologicznej przewagi myśliwców z przyszłości, Japończycy desperacko usiłują podjąć z nimi walkę, w wyniku czego niezamierzenie zbliżają się do „Nimitza”. To skłania Yellanda do wydania rozkazu zestrzelenia Zer. Następnie z pokładu lotniskowca startują śmigłowce SH-3 Sea King, które podejmują z wody rozbitków – kobietę i mężczyznę z jachtu, a także ocalałego japońskiego pilota. Ci po dotarciu na „Nimitza” zostają odizolowani pod pokładem.
Dzięki informacjom, jakimi dysponuje komandor Richard T. Owens – dowódca grupy lotniczej i jednocześnie pasjonat historii – okazuje się, że uratowanym z jachtu mężczyzną jest senator Samuel Chapman – wpływowy polityk i prawdopodobny następca prezydenta Roosevelta, który w znanej historii przepadł bez wieści. Tymczasem samolot zwiadowczy E-2 Hawkeye odkrywa zmierzającą do Pearl Harbor japońską grupę uderzeniową, co ostatecznie potwierdza, że „Nimitz” cofnął się do dnia 6 grudnia 1941 roku. Rodzi to burzliwą dyskusję, związaną z ewentualnością zmiany znanej historii. Lasky ostrzega przed możliwymi tego konsekwencjami, lecz Yelland ostatecznie postanawia działać zgodnie z procedurą, a zatem podjąć walkę z wrogiem. Ponieważ Stany Zjednoczone i Japonia nie są jeszcze oficjalnie w stanie wojny, decyduje się wstrzymać akcję lotniczą aż do momentu rozpoczęcia japońskiego nalotu.
Niedługo potem dochodzi do zamieszania, kiedy przesłuchiwany japoński pilot zdobywa broń i zabija strzegących go żołnierzy. Bierze następnie jako zakładników towarzyszących mu ludzi – Chapmana, jego asystentkę Laurel Scott, a także Lasky'ego i Owensa. Domaga się użyczenia mu radia, grożąc, iż w przeciwnym razie będzie zabijał. Udaje się opanować sytuację, gdy Owens – pod wpływem namowy Lasky'ego – zdradza Japończykowi szczegóły na temat ataku na Pearl Harbor, znane jemu samemu z kart historii. Wytrąca to jeńca z równowagi, dzięki czemu marines udaje się go zabić. Ponieważ jednak całe zajście obserwowali Chapman i Scott, również oni dowiadują się o ataku, jaki ma już niebawem nastąpić. Chapman żąda dostępu do radia, aby uprzedzić sztab w Pearl Harbor, i uzyskuje go. Ponieważ jednak stwierdza, iż przebywa na pokładzie okrętu USS „Nimitz” (nazwanego imieniem admirała Chestera Nimitza, który w tamtym czasie jeszcze żył), nie zostaje potraktowany poważnie. W tym samym czasie, Laurel i Owens zbliżają się do siebie.
Nazajutrz, już 7 grudnia, trwają przygotowania do akcji lotniczej, podczas gdy Chapman i Scott – z rozkazu Yellanda – mają zostać przewiezieni śmigłowcem na niewielką wysepkę nieopodal Pearl Harbor, aby tam przeczekali nalot. Dogląda tego Owens, lecz podczas wyładunku pasażerów Chapman wykrada pistolet sygnałowy i podejmuje próbę uprowadzenia helikoptera, wciąż zdecydowany powiadomić Pearl Harbor o nadchodzącym ataku. Dochodzi do szarpaniny, w efekcie której Samuel wypala z broni, doprowadzając do zniszczenia maszyny i śmierci własnej oraz pilotów. Na wysepce pozostają tylko Owens oraz Laurel, która – sprawdzając datę na paczce z żywnością – dowiaduje się wreszcie, że „Nimitz” i jego załoga przybyli z przyszłości.
Myśliwce z „Nimitza” są już w drodze do celu, kiedy nagle ponownie pojawia się tajemnicza burza, która przeniosła lotniskowiec w czasie. Ponieważ nie udaje się przed nią uciec, kapitan Yelland odwołuje atak, sprowadzając samoloty z powrotem na pokład. Wszystkim (poza Owensem, który został na wysepce pod Pearl Harbor) udaje się wrócić do roku 1980. „Nimitz” powraca następnie do bazy, gdzie Lasky ma wreszcie możliwość spotkać się w cztery oczy z Tidemanem. Okazuje się, że jest nim w istocie dużo starszy komandor Owens, u którego boku siedzi Laurel. Lasky zostaje zaproszony do wnętrza limuzyny, która wkrótce odjeżdża. Film kończą słowa Owensa/Tidemana: „Mamy sobie wiele do opowiedzenia” („We have a lot to talk about”).

## Główne role
- Kirk Douglas − kapitan Matthew Yelland
- Martin Sheen − Warren Lasky
- Katharine Ross − Laurel Scott
- James Farentino − Richard T. Owens/Richard Tideman
- Ron O’Neal − komandor Dan Thurman
- Charles Durning − senator Samuel Chapman
- Soon-Tek Oh − Simura

## Odbiór krytyczny
W Stanach Zjednoczonych film Jeszcze raz Pearl Harbor został chłodno przyjęty przez krytyków. Roger Ebert z pisma „Chicago Sun-Times” ocenił go jako pozbawiony sensu, pełen nielogicznych zwrotów akcji oraz absurdów fabularnych. Doceniał natomiast w filmie drobiazgowe przedstawienie operacji przeprowadzanych w środku lotniskowca. Vincent Canby z „The New York Timesa” również chwalił materiał filmowy opisujący „Nimitz” jako interesujący, ale krytykował zarazem nieudolnie napisany scenariusz. Twierdził, że brak w filmie antagonizmów między członkami załogi, co czyni go bardzo plakatowym. Efekty specjalne uznał również za śmieszne.
Tygodnik „Variety” zwrócił uwagę na to, że Jeszcze raz Pearl Harbor dobrze wypadałby jako film dokumentalny, ale nieudolnie wygląda jako fantazja naukowa; nawet wysokie nakłady przeznaczone na produkcję tegoż według redakcji pisma przypominały fantastykę telewizyjną spod znaku Strefy mroku. Redaktorzy pisma skrytykowali również płaską kreację Kirka Douglasa, który nie miał okazji się wykazać jako aktor; według nich więcej roboty w filmie miał Martin Sheen.

## Nagrody i wyróżnienia
- Academy of Science Fiction, Fantasy & Horror Films, USA, 1981:
  - 2 nominacje do nagrody Saturna w kategoriach najlepszy aktor (nominowany: Kirk Douglas) i najlepszy film science-fiction
- Golden Screen, 1982:
  - nagroda główna Golden Screen